# سنس (شرکت)
سُنُس (انگلیسی: Sonos) یک شرکت آمریکایی تولیدکننده لوازم الکترونیکی مصرفی است که در سال ۲۰۰۲ توسط جان مک‌فارلین، کریگ شلبورن، تام کالن و ترانگ مای تأسیس شده و مستقر در سانتا باربارا، کالیفرنیا می‌باشد. به طور عمده این شرکت را برای تولید و توسعه بلندگوهای هوشمند می‌شناسند.

## نگارخانه

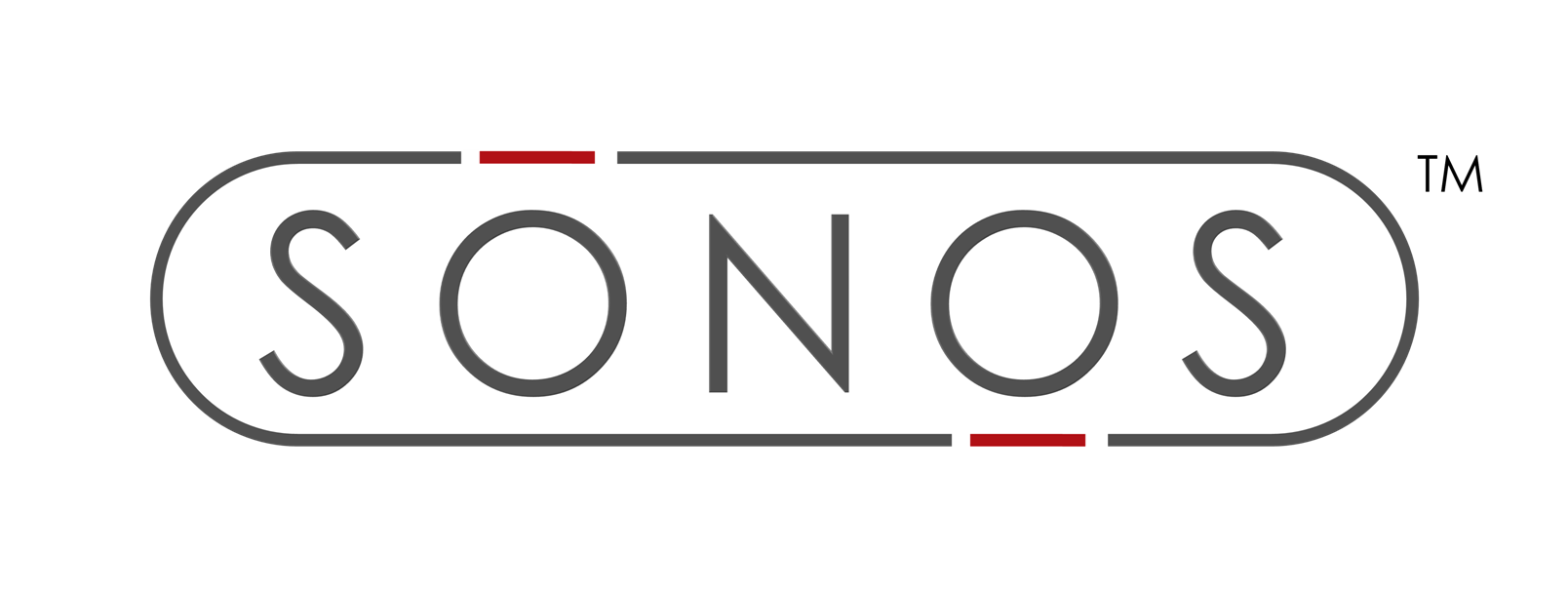
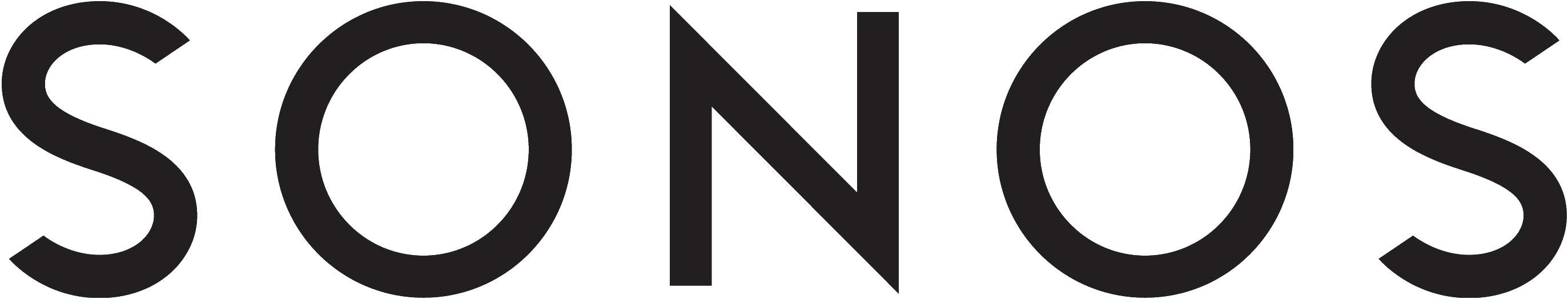